# Bodhiria
Bodhiria es el álbum debut de la cantante Judeline, fue lanzado el 25 de octubre de 2024 a través de Interscope Records. El álbum cuenta con la colaboración de Rusowsky, y el alter-ego de Judeline, Angel-a.

## Antecedentes
En 2023 después de ganarse la atención del público con sus singles «TÁNGER», «ZAHARA», «CANIJO» y «2+1», comenzó a trabajar en su primer álbum de estudio. 
En varias entrevistas y publicaciones en sus redes, afirmó estar trabajando en lo que es su primer álbum de estudio, el que tendría un enfoque conceptual y espiritual. Durante el proceso, la propia cantante describió el proyecto como una exploración profunda de su identidad, y de temas como el amor, espiritualidad y la introspección.
El album fue cebándose a partir de abril de 2024, con el lanzamiento del primer sencillo «mangata», donde la artista fusionó elementos de flamenco y trap. El segundo single, llegó en julio de ese mismo año, bajo el título de «INRI». Finalmente el tercer y último single llevaría el 19 de septiembre, recibiendo aclamación por parte del público al vitalizarse en redes sociales, permitiendo a la artista conseguir su primera entrada en la lista de ventas oficial de España, alcanzó la posición 67 y tuvo una trayectoria de 5 semanas en la lista. El 10 de octubre Judeline anunció la fecha de salida del álbum y la lista de doce canciones que lo conforman.

## Listado de canciones
| Bodhiria |                                    | |                                                                                                 |          |  |
| N.º      | Título                             | Escritor(es) | Productor(es)                                                                                   | Duración |  |
| 1.       | «bodhitale (feat. Angel-a)»        | Lara Fernández, Pablo Gómez Cano, Pablo López García, Rob Bisel, Andrés de las Heras, Juan Casado Fisac                      | Lara Fernández, Rob Bisel, Mayo, Tuiste, Drummie, Ralphie Choo, I-Ace, Lewis apetece Pickett    | 2:29     |  |
| 2.       | «INRI»                             | Lara Fernández, Pablo Gómez Cano, Pablo López García, Jordi Moreno Márquez, Rob Bisel                                        | Lara Fernández, Mayo, Tuiste, Browmi, I-Ace, Lewis apetece Pickett, Rob Bisel                   | 2:25     |  |
| 3.       | «angelA»                           | Lara Fernández, Pablo Gómez Cano, Pablo López García, Jorge Muñoz Sanchez, Rob Bisel, Luis P. Ayuso                          | Lara Fernández, Rob Bisel, Tuiste, Mayo, Saint Lowe, Louis Amoeba, I-Ace, Lewis apetece Pickett | 2:55     |  |
| 4.       | «mangata»                          | Lara Fernández, Pablo Gómez Cano, Pablo López García, Louis Amoeba, Rob Bisel, Andrés de las Heras                           | Lara Fernández, Louis Amoeba, Rob Bisel, Mayo, Tuiste, Drummie, Lewis Peter Pickett             | 3:03     |  |
| 5.       | «¡BRUJERÍA!»                       | Lara Fernández, Pablo Gómez Cano, Pablo López García, Jorge Muñoz Sanchez, Jordi Moreno Márquez                              | Lara Fernández, Mayo, Tuiste, Browni, Saint Lowe, I-Ace, Lewis Peter Pickett                    | 2:45     |  |
| 6.       | «luna roja»                        | Lara Fernández, Pablo Gómez Cano, Pablo López García, Rob Bisel, Jorge Muñoz Sanchez, Luis P. Ayuso                          | Lara Fernández, Rob Bisel, Tuiste, Mayo, Saint Lowe, Louis Amoeba, I-Ace, Lewis Peter Pickett   | 3:18     |  |
| 7.       | «JOROPO»                           | Lara Fernández, Pablo Gómez Cano, Pablo López García, Roberto Gutierrez Acosta, Javier Fernández Blanco, Andrés de las Heras | Lara Fernández, Roberto Gutierrez Acosta, Tuiste, Mayo, Drummie, I-Ace, Lewis Peter Pickett     | 2:25     |  |
| 8.       | «4esquinitas»                      | Lara Fernández, Juan Casado Fisac, Pablo Gómez Cano, Andrés de las Heras                                                     | Lara Fernández, Ralphie Choo, Drummie, Mayo, Lewis Peter Pickett                                | 1:05     |  |
| 9.       | «4 angelitos»                      | Lara Fernández, Andrés de las Heras, Juan Casado Fisac, Pablo Gómez Cano                                                     | Lara Fernández, Ralphie Choo, Drummie, Mayo, I-Ace, Lewis Peter Pickett, Rob Bisel              | 2:37     |  |
| 10.      | «Heavenly» (con Rusowskly)         | Lara Fernández, Andrés de las Heras, Juan Casado Fisac, Pablo Gómez Cano                                                     | Lara Fernández, Rusowsky, Ralphie Choo, Mayo, I-Ace, Lewis Peter Pickett                        | 2:25     |  |
| 11.      | «zarcillos de plata»               | Lara Fernández, Pablo López García, Pablo Gómez Cano, Yinka Bankole, Simon Hessman, Rob Bisel                                | Lara Fernández, Simon Hessman, Mayo, Tuiste, Fwdslxsh, Lewis Peter Pickett, Rob Bisel           | 3:18     |  |
| 12.      | «Es Dios bueno o sólo es poderoso» | Lara Fernández, Pablo López García, Pablo Gómez Cano                                                                         | Lara Fernández, Mayo, Tuiste, I-Ace, Lewis Peter Pickett                                        | 2:05     |  |

## Posicionamientos en listas
| Listas (2024)               | Mejor posición |
| --------------------------- | -------------- |
| España (PROMUSICAE)         | 3              |
| España Vinilos (PROMUSICAE) | 1              |

## Historial de lanzamiento
| Región | Fecha                 | Formato                   | Sello(s) discográfico(s) | Ref. |
| ------ | --------------------- | ------------------------- | ------------------------ | ---- |
| Varios | 25 de octubre de 2024 | Descarga digita streaming | Interscope Records       |      |
| España | 10 de febrero de 2025 | CD LP                     | Interscope Records       |      |